# The Best of Dalida: Volume 2
Albums de Dalida
The Best of Dalida: Volume 1
(1986) Pour en arriver là
(1987)
The Best of Dalida: Volume 2 est une compilation de Dalida parue au début de l'année 1987. Elle regroupe 13 chansons issues de la période Orlando de 1970 à 1986. Il s'agit de la première compilation de la chanteuse à paraître après son suicide.

## Titres
- Le Sixième Jour (du film homonyme de Youssef Chahine)
- Ti amo
- Femme (Smile)
- La Mer
- Confidences sur la fréquence (avec la participation d'Antoine)
- Helwa ya baladi (en égyptien)
- Besame mucho (embrasse-moi)
- Chanteurs des années 80
- La vie en rose
- Femme est la nuit
- Les choses de l'amour
- Darla dirladada
- Gigi in paradisco

## À noter
Le track-listing mentionne que la durée de Gigi in paradisco est de 13 minutes, cependant, la chanson ne dure que 9 min 53 s et n'est présentée dans cette version que sur ce cd (devenu une pièce très rare depuis car épuisée) tout comme la version intégrale du Sixième jour. Comme sur le précédent volume, la compilation présente des chansons qui n'ont pas été éditées en format 45 tours, La mer et La vie en rose. La chanson Femme est la nuit apparaît ici dans une version écourtée à 3 min 50 s au lieu de la version intégrale.